# Эндрюс, Скотт
Скотт Э́ндрюс (англ. Scott Andrews; род. 14 июня 1989, Прествик) — шотландский и британский кёрлингист и тренер по кёрлингу.
В составе мужской сборной Великобритании серебряный призёр зимних Олимпийских игр 2014 года. В составе мужской сборной Шотландии призёр чемпионатов мира и Европы. Четырёхкратный чемпион Шотландии среди мужчин. В составе смешанной парной сборной Шотландии участник чемпионата мира. Чемпион Шотландии среди смешанных пар. В составе юниорской мужской сборной Шотландии чемпион Европы и серебряный призёр чемпионата мира. Двукратный чемпион Шотландии среди юниоров.
В основном играет на позициях второго и первого.
В качестве тренера участник турнира смешанных пар на зимних юношеских Олимпийских играх 2024.

## Достижения
- Зимние Олимпийские игры: серебро (2014).
- Чемпионат мира по кёрлингу среди мужчин: серебро (2011, 2012), бронза (2013).
- Чемпионат Европы по кёрлингу: бронза (2013).
- Чемпионат Шотландии по кёрлингу среди мужчин: золото (2011, 2012, 2013, 2017), серебро (2015, 2016).
- Чемпионат Шотландии по кёрлингу среди смешанных пар: золото (2018), серебро (2020).
- Континентальный Кубок по кёрлингу (в составе команды «Мир»/«Европа»): золото (2012), серебро (2013, 2014, 2015).
- Чемпионат мира по кёрлингу среди юниоров: серебро (2010).
- Первенство Европы по кёрлингу среди юниоров: золото (2009).
- Чемпионат Шотландии по кёрлингу среди юниоров: золото (2008, 2010).

## Команды
| Сезон                                                           | Четвёртый      | Третий           | Второй         | Первый              | Запасной                                         | Турниры                         |
| --------------------------------------------------------------- | -------------- | ---------------- | -------------- | ------------------- | ------------------------------------------------ | ------------------------------- |
| 2007—08                                                         | Глен Мюрхед    | Scott MacLeod    | Скотт Эндрюс   | Gordon McDougall    | Дэвид Рид (ЧМЮ) тренер: Гордон Мюрхед            | ЧШЮ 2008 · ЧМЮ 2008 (9 место)   |
| 2008—09                                                         | Глен Мюрхед    | Грег Драммонд    | Скотт Эндрюс   | Scott MacLeod       | Майкл Гудфеллоу тренер: Гордон Мюрхед            | ПЕЮ 2009                        |
| 2009—10                                                         | Алли Фрейзер   | Стивен Митчелл   | Скотт Эндрюс   | Kerr Drummond       | Blair Fraser (ЧМЮ) тренер: Thomas Brewster (ЧМЮ) | ЧШЮ 2010 · ЧМЮ 2010             |
| 2010—11                                                         | Том Брюстер    | Грег Драммонд    | Скотт Эндрюс   | Майкл Гудфеллоу     | Дункан Ферни (ЧМ) тренер: Рональд Брюстер (ЧМ)   | ЧШМ 2011 · ЧМ 2011              |
| 2011—12                                                         | Том Брюстер    | Грег Драммонд    | Скотт Эндрюс   | Майкл Гудфеллоу     | Дэвид Эдвардс (ЧМ) тренер: Рональд Брюстер (ЧМ)  | ЧШМ 2012 · ЧМ 2012              |
| 2012—13                                                         | Том Брюстер    | Дэвид Мёрдок     | Грег Драммонд  | Скотт Эндрюс        | Майкл Гудфеллоу тренер: Сёрен Гран (ЧЕ)          | ЧЕ 2012 (7 место) · ЧШМ 2013    |
| 2012—13                                                         | Том Брюстер    | Дэвид Мёрдок     | Скотт Эндрюс   | Майкл Гудфеллоу     | Грег Драммонд тренер: Сёрен Гран                 | ЧМ 2013                         |
| 2013—14                                                         | Дэвид Мёрдок   | Том Брюстер      | Грег Драммонд  | Скотт Эндрюс        | Майкл Гудфеллоу тренер: Сёрен Гран               | ЧЕ 2013                         |
| 2013—14                                                         | Дэвид Мёрдок   | Грег Драммонд    | Скотт Эндрюс   | Майкл Гудфеллоу     | Том Брюстер тренер: Сёрен Гран                   | ЗОИ 2014                        |
| 2014—15                                                         | Дэвид Мёрдок   | Грег Драммонд    | Скотт Эндрюс   | Майкл Гудфеллоу     |                                                  | ЧШМ 2015                        |
| 2015—16                                                         | Дэвид Мёрдок   | Грег Драммонд    | Скотт Эндрюс   | Майкл Гудфеллоу     | тренер: Иэн Тетли                                | ЧШМ 2016                        |
| 2015—16                                                         | Том Брюстер    | Глен Мёрхэд      | Росс Патерсон  | Хэмми Макмиллан мл. | Скотт Эндрюс тренер: Майк Харрис                 | ЧМ 2016 (7 место)               |
| 2016—17                                                         | Дэвид Мёрдок   | Грег Драммонд    | Скотт Эндрюс   | Майкл Гудфеллоу     | Росс Патерсон (ЧМ) тренер: Иэн Тетли             | ЧШМ 2017 · ЧМ 2017 (6 место)    |
| 2017—18                                                         | Том Брюстер    | Дункан Мензис    | Скотт Эндрюс   | Алистер Шрайбер     |                                                  | ЧШМ 2018 (6 место)              |
| 2021—22                                                         | Jack Strawhorn | Hamish Gallacher | Kaleb Johnston | Struan Carson       | Скотт Эндрюс тренер: Jamie Strawhorn             | ЧШМ 2022 (5 место)              |
| Кёрлинг среди смешанных пар (mixed doubles curling, дабл-микст) |                |                  |                |                     |                                                  |                                 |
| 2016—17                                                         | Клэр Хэмилтон  | Скотт Эндрюс     |                |                     |                                                  | ЧШСП 2017 (5 место)             |
| 2018—19                                                         | Джина Эйткен   | Скотт Эндрюс     |                |                     | тренер: Нэнси Смит (ЧМСП)                        | ЧШСП 2018 · ЧМСП 2019 (9 место) |
| 2019—20                                                         | Джина Эйткен   | Скотт Эндрюс     |                |                     |                                                  | ЧШСП 2020                       |

(скипы выделены полужирным шрифтом)

## Результаты как тренера национальных сборных
| Год  | Турнир                                                        | Сборная                                 | Место |
| ---- | ------------------------------------------------------------- | --------------------------------------- | ----- |
| 2023 | Чемпионат мира по кёрлингу среди смешанных команд 2023        | Шотландия (смешанная команда)           | 21    |
| 2024 | Зимние юношеские Олимпийские игры 2020                        | Великобритания (юниоры, смешанная пара) | 1     |
| 2025 | Зимняя Универсиада 2025                                       | Великобритания (смешанная пара)         | 1     |
| 2025 | Чемпионат мира по кёрлингу среди юниорских смешанных пар 2025 | Шотландия (юниоры, смешанная пара)      | 5     |